# Lago di Millstatt
Il lago di Millstatt (in tedesco Millstätter See) è un lago della Carinzia, in Austria.

## Etimologia
Il nome di Millstatt secondo la tradizione deriverebbe dal latino mille statuae, che sarebbero il numero di idoli pagani gettati nel lago dal santo locale, di origine slava, Domiziano durante il periodo carolingio.

## Descrizione

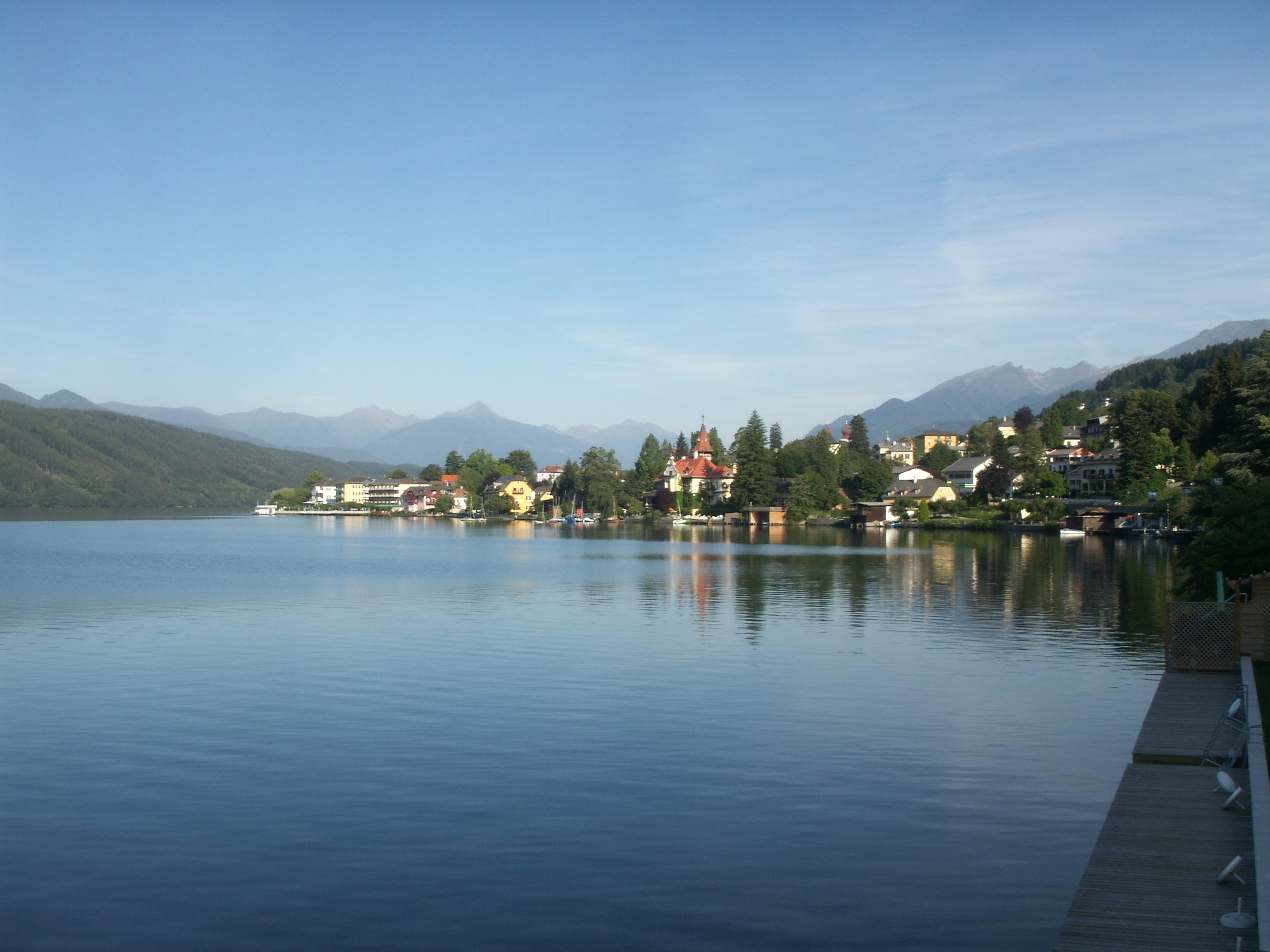
Il paese di Millstatt

Il lago Millstatt è il più profondo della Carinzia con i suoi 141 m. ed è il secondo lago della Carinzia dopo il Wörthersee; si trova ad est di Spittal ed ha una forma allungata, con una lunghezza di 11,8 km ed una larghezza massima di  1,8 km. Si estende per oltre 11,5 km di lunghezza e fra un 1 km e 1,8 km in larghezza; la sua superficie è di 13,28 km2. Si trova ai piedi delle Alpi centro-orientali modellate dai ghiacciai a partire dal periodo Würmiano, circa ventimila anni fa.
Il paesaggio alpino è costituito da gneiss e scisto, quest'ultimo comprendente depositi di quarzite. Le montagne settentrionali, le montagne di Nock, raggiungono oltre 2.000 metri sul livello del mare. L'acqua del lago scorre nel fiume Lieser a ovest. A sud, per tutta la sua lunghezza, un crinale boscoso separa il bacino lacustre dalla sottostante valle del fiume Drava.
La riva nord è più abitata, e i principali paesi che insistono sul lago sono Seeboden, Millstatt am See e Döbriach. La città di Spittal an der Drau si trova a pochi chilometri a sud-ovest.

## Storia
La costa settentrionale è stata abitata ininterrottamente sin dal periodo neolitico (dal 3000 al 1900 aC circa).  Lungo il versante settentrionale del lago si sviluppava una strada romana, su cui oggi si impiantata la strada moderna.
Regione agricola e peschereccia da secoli, gli abitanti oggi vivono principalmente di turismo. Grazie alle bellissime spiagge e alla natura armoniosa, è una delle mete preferite come luogo di villeggiatura (Sommerfrische) dalla fine del XIX secolo.